# Swietłana Chorkina
Swietłana Chorkina (ur. 19 stycznia 1979 w Biełgorodzie) – była rosyjska gimnastyczka, jedna z najbardziej utytułowanych gimnastyczek sportowych. Wielokrotna medalistka mistrzostw świata i Europy oraz igrzysk olimpijskich, pierwsze złoto zdobyła w wieku 15 lat.
Zdobyła siedem medali olimpijskich. Mistrzyni olimpijska w ćwiczeniach na poręczach z Atlanty (1996) i Sydney (2000). Wicemistrzyni w wieloboju indywidualnym z Aten (2004), a w drużynie z Atlanty i Sydney. Wicemistrzyni  ćwiczeniach wolnych z Sydney. Brązowa medalistka z Aten w wieloboju drużynowym.
Trzykrotnie była indywidualną mistrzynią świata w wieloboju (w 1997, 2001 i 2003). Także trzykrotnie (w 1998, 2000 i 2002) zdobywała mistrzostwo Europy w wieloboju. W 2004 wycofała się ze sportu. 
W 2011 wystartowała w wyborach parlamentarnych zdobywając mandat z listy partii Jedna Rosja.